# Forest Heath
Forest Heath var ett distrikt i Storbritannien. Det låg i grevskapet Suffolk och riksdelen England, i den sydöstra delen av landet, 100 km nordost om huvudstaden London. Distriktet hade 59 748 invånare (2011).
Den 1 april 2019 slogs distriktet samman med St Edmundsbury och bildades distriktet West Suffolk.

## Civil parishes
- Barton Mills, Beck Row, Holywell Row and Kenny Hill, Brandon, Cavenham, Dalham, Elveden, Eriswell, Exning, Freckenham, Gazeley, Herringswell, Higham, Icklingham, Kentford, Lakenheath, Mildenhall, Moulton, Newmarket, Red Lodge, Santon Downham, Tuddenham, Worlington.[3]